# Curtomerus fasciatus
Curtomerus fasciatus är en skalbaggsart som först beskrevs av Fisher 1932.  Curtomerus fasciatus ingår i släktet Curtomerus och familjen långhorningar.
Artens utbredningsområde är Kuba. Inga underarter finns listade i Catalogue of Life.